# حزب الجبهة الأردنية الموحدة
حزب الجبهة الأردنية الموحدة حزب سياسي أردني تأسس بتاريخ 30 أيلول 2007. من قياداته واصف عازر وهو رجل أعمال وزير سابق. يُصنف الحزب بأنه حزب وسطي وقريب من الحكومة. شارك الحزب بالانتخابات البلدية والنيابية (البرلمانية) في الأردن. بسنة 2016، شهد الحزب استقالات جماعية في محافظة عجلون احتجاجاً على ما أسموه حاله الانحدار التي يعاني من الحزب